# Zloděj snů
Zloděj snů (1984) je dobrodružný životopisný román pro mládež, který napsal český spisovatel Otto Janka. Román líčí dramatické osudy českého cestovatele a malíře amerického Západu Bohuslava Kroupy (1828–1912), který se v 19. století účastnil expedice napříč kanadskou divočinou.

## Obsah románu
Román vychází ze skutečných událostí, tak jak je Bohuslav Kroupa zachytil ve své knize An Artist's Tour through America and the Sandwich Islands (1895, Cesta umělcova Amerikou a Sandwichskými ostrovy) a soustřeďuje se především na příběhy z doby jeho toulek s kočujícími Indiány.
Pražský rodák Bohuslav Kroupa vystudoval v letech 1853–1860 výtvarnou akademii a po jejím ukončení začal cestovat po celé Evropě. V sedmdesátých letech 19. století se vydal do Severní Ameriky a v době stavby transkanadské železnice se zúčastnil jako reportér expedice dosud nezmapovanou kanadskou divočinou. Říkal si Timothy, což je anglicky Bohuslav.
V Mexiku se Timothy přidal ke skupině kočujících Indiánů z kmene Navajů a několik měsíců s nimi na Sierra Madre a v Sonoře žil a lovil. Tlumočníka mu dělal indiánský chlapec Pikavu, který předtím čistil boty a posluhoval americkým důstojníkům. Stal se svědkem toho, jak Indiáni chytali do lasa živého medvěda a nikdy se nedozvěděl proč. Když jednou maloval prudkou horskou řeku Río Yaqui, utrhl se pod ním podemletý břeh a byl by se v proudu utopil, kdyby jej Indiáni nezachránili.
Na všech svých cestách Kroupa především maloval a byl ilustrátorem mnoha amerických a kanadských časopisů. Získal americké státní občanství, ale vrátil se do Evropy a od roku 1905 žil trvale v Praze.  